# Solontxak
Solontxak (en rus: Солончак) és un poble (un possiólok) de l'óblast d'Astracan, a Rússia, segons el cens del 2010 tenia 7 habitants.